# Đinh Xá
Đinh Xá là một xã thuộc thành phố Phủ Lý, tỉnh Hà Nam, Việt Nam.
Xã Đinh Xá có diện tích 6,36 km², dân số năm 1999 là 7.989 người, mật độ dân số đạt 1.256 người/km².